# 珍珠港太平洋航空博物館
珍珠港太平洋航空博物館（英語：Pacific Aviation Museum Pearl Harbor）在夏威夷創立的非牟利航空博物館，於1999年創立。博物館位於珍珠港福特島（Ford Island），舉辦的不同展覽主要都跟第二次世界大戰和珍珠港事件有關。這間博物館於2006年12月7日開放第一個部份——37號機棚，機棚內展出館內大部份靜置館藏。館內亦展示1941年12月7日珍珠港事件對機棚的破壞。
博物館參與不少的社區活動，包括保育歷史地標、教育旅行等等。訪客須從珍珠港歷史景區乘搭旅遊巴士或在福特島橋上的關卡出示美軍身份證明才能進入福特島並參觀博物館。博物館因修復歷史建築而獲頒獎項，亦獲TripAdvisor票選為全美十大最佳航空觀光景點。

## 展覽

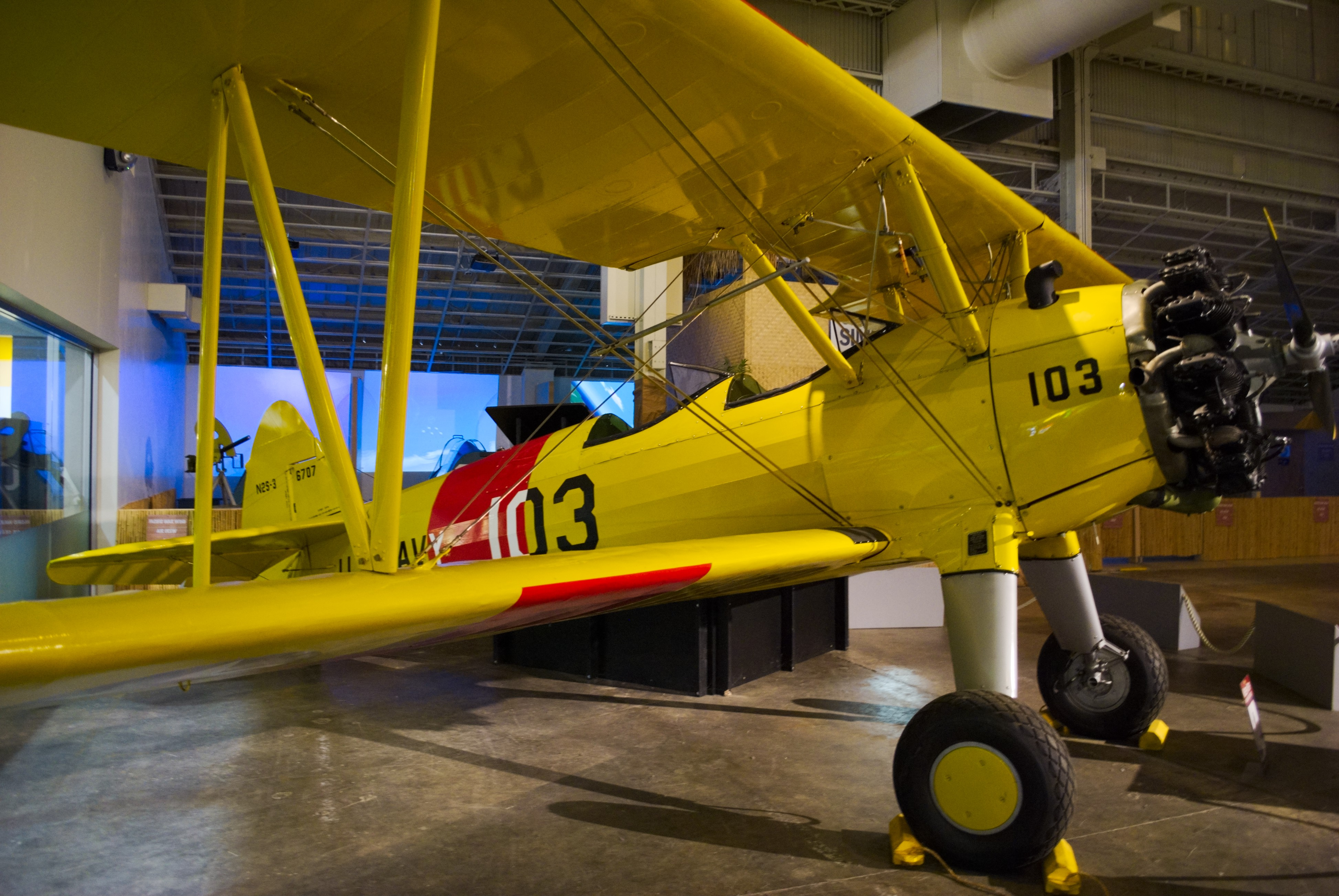
美國前總統喬治·赫伯特·布殊駕駛過的波音N2S-3史提曼雙翼機

2009年，麥當勞前行政總裁佛瑞德·特納（Fred L. Turner）資助了道格拉斯SBD無畏式俯衝轟炸機的修復工作。美國前總統喬治·赫伯特·布殊在飛行訓練和他的首次個人飛行時使用的波音N2S-3史提曼雙翼機亦是這間博物館的展品。
隸屬於日本飛龍號航空母艦，由飛行員西開地重德駕駛零式艦上戰鬥機二一型在珍珠港事件第二波攻擊後墜機於尼豪島，戰機殘骸收藏在博物館內，並以它墜機後的樣子展示出來。當時用作挖掘防止飛機降落的戰壕的拖拉機，其殘骸也收藏在館內。那些戰壕是尼豪島收到警告指日本計劃用該島作之用後建造的。
1968年，一架跟珍珠港事件時用的零式艦上戰鬥機二一型被打撈，並在1985年修復至能飛行的狀態。原本這架戰機隸屬於所羅門群島的日本201空中部隊。其後它賣給了盟軍空軍（Confederate Air Force），再於2006年賣給太平洋航空博物館。

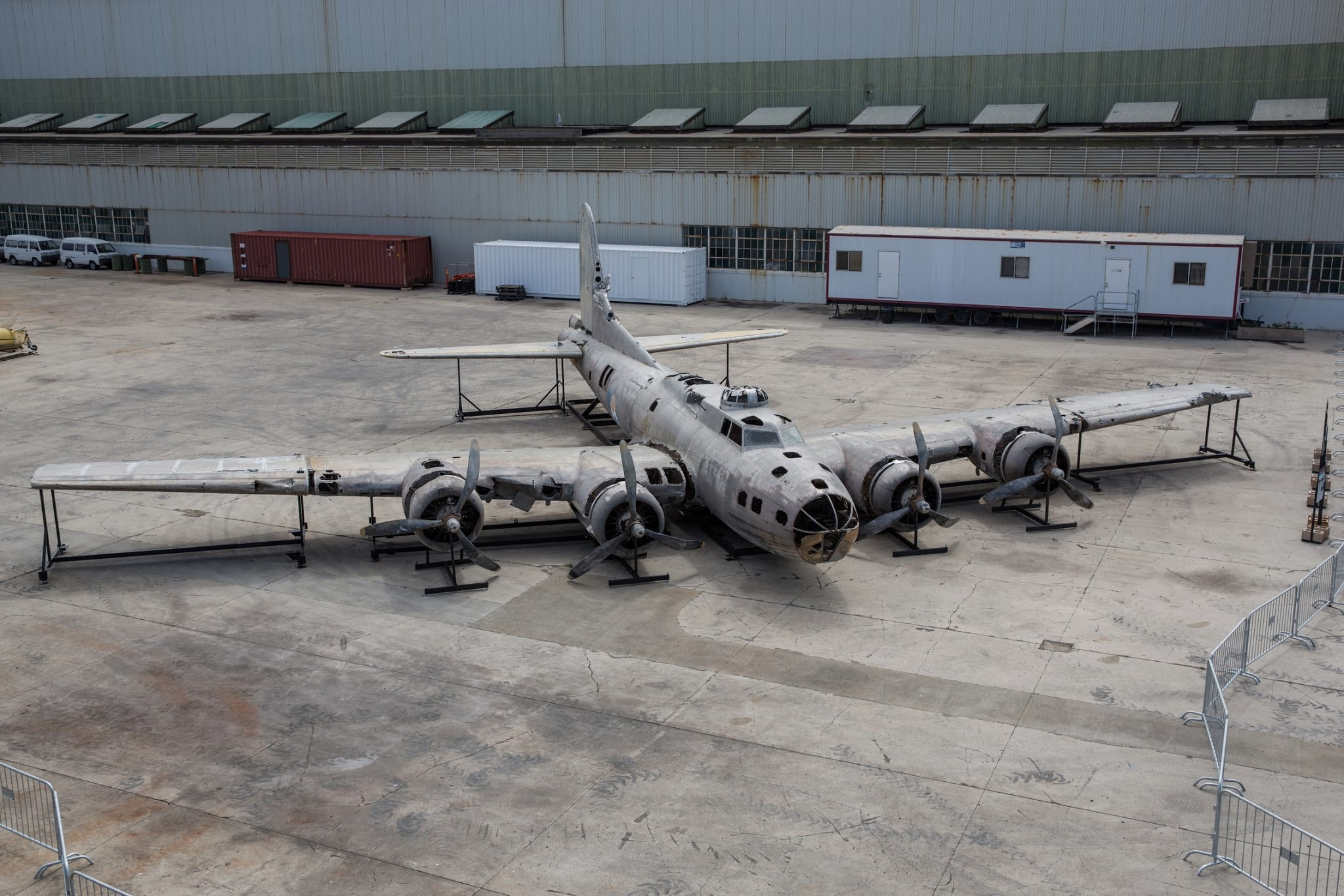
珍珠港太平洋航空博物館內的沼澤魅影（Swamp Ghost）

2013年4月11日，一架在珍珠港事件中倖存的B-17轟炸機殘骸，在差不多70年後運到珍珠港太平洋航空博物館。修復計劃預計需要5百萬美元。這架被稱為「沼澤魅影」（Swamp Ghost）的戰機原本預定於1941年12月7日飛到希卡姆基地，但因引擎故障而延遲，並因此避過攻擊。其後，它參與了1942年2月22日拉包爾的轟炸行動。轟炸後，它返回基地途中被九架日本戰鬥機攻擊，機翼受破壞，並於沼澤墜機。這架戰機墜機後就在原地待了64年，因此得到「沼澤魅影」之名；其殘骸曾被用作導航設備。它曾於1992年刊載在《國家地理》雜誌上。多年來曾有多次修復這架戰機的嘗試，但到2006年才能成功，最終在2010年回到美國。2011年，博物館買了這架B-17轟炸機。
2012年6月，博物館開始展示一個10英尺（3.0）高，40英尺（12）寬的中途島海戰立體透視模型。這個立體透視模型是在2008年佛瑞德·特納的建議下開始製作，並由前美國海軍機師卡爾·劉（Karl Lau）花了三年時間完成。

### 館藏
- 艾龍卡65TC型飛機
- 貝爾AH-1眼鏡蛇直升機
- 貝爾UH-1直升機

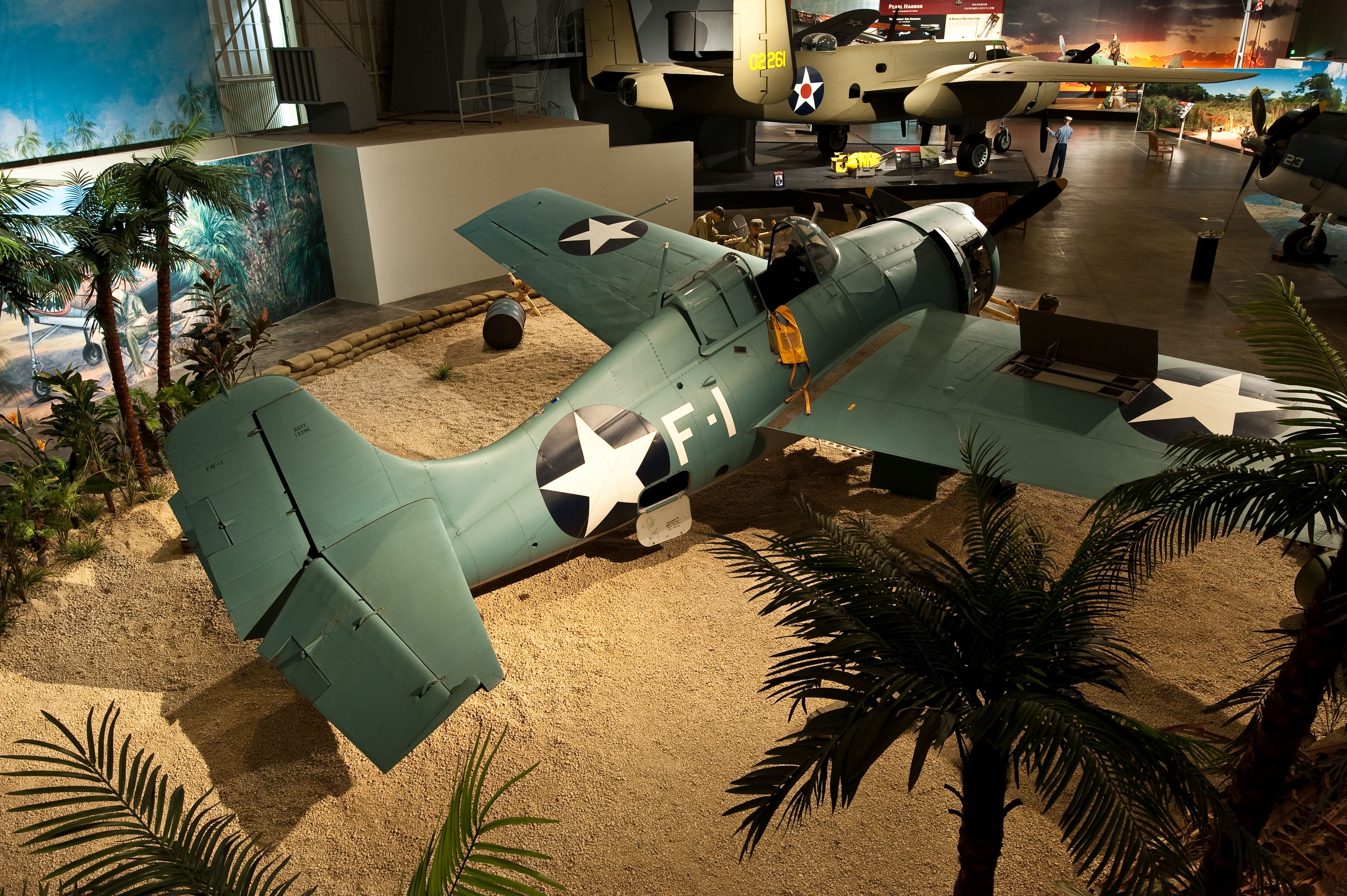
瓜達康納爾島戰役中仙人掌航空隊使用的F4F-3野貓戰鬥機

- 波音B-17空中堡壘轟炸機（沼澤魅影，Swamp Ghost）
- 波音B-52同溫層堡壘轟炸機（機頭部份）
- 波音N2S-3史提曼雙翼機
- 康維爾F102A三角劍戰鬥機
- 寇蒂斯P-40E戰鷹戰鬥機
- 道格拉斯A3D/NTA-3B空中戰士轟炸機
- 道格拉斯SBD無畏式俯衝轟炸機
- 通用動力F-111C戰鬥轟炸機
- 格魯門F4F-3野貓戰鬥機
- 格魯門F-14D雄貓式戰鬥機
- 洛歇F-104A星式戰鬥機
- 洛歇T-33教練機
- 麥克唐納-道格拉斯F-15C鷹式戰機
- 麥克唐納-道格拉斯F-4C幽靈II戰鬥機
- 米高揚-古列維奇米格-15戰鬥機
- 米高揚-古列維奇米格-21戰鬥機
- 三菱零式艦上戰鬥機二一型
- 北美航空B-25B米切爾型轟炸機
- 北美航空F-86F軍刀戰鬥機
- 北美航空F-86L軍刀戰鬥機
- 北美航空T-6德州佬式教練機
- 諾斯洛普F-5A自由鬥士戰鬥機
- 賽考斯基SH-3海王直昇機
- 賽考斯基HH-34J喬克托直昇機
- 賽考斯基CH-53D海馬直昇機
- 賽考斯基SH-60B海鷹直升機

## 公眾關係

### 爭議
2013年，太平洋航空博物館計劃招待1500名安利（中國）的員工，美國海軍對此十分關注，因為福特島仍是現役的軍事設施。雖然如此，海軍仍批准了這次活動，但在周圍豎起6-英尺（1.8-）高的圍欄。

### 旅遊
在2013年美國聯邦政府縮減預算中，因為減少了由美國海軍運行，往美國海軍亞利桑那號戰艦紀念館的船班，讓包括珍珠港太平洋航空博物館在內，參觀珍珠港歷史景區內其他景點的遊客增加。由於福特島仍是現役軍事基地珍珠港-希卡姆聯合基地的一部份，所以遊客須經美國國家公園管理局的哈拉瓦登陸點（Halawa Landing），即現在的珍珠港歷史景區，購買門票並乘搭旅遊巴，才能到達太平洋航空博物館和密蘇里號戰艦。 珍珠港航空博物館每天上午 9:00 至下午 5:00 開放。

## 認可和得獎
珍珠港太平洋航空博物館在TripAdvisor上獲選為「全美十大最佳航空觀光景點」中的第八名。。2007年，博物館因重新發展37號機棚，獲歷史夏威夷基金會（Historic Hawaii Foundation）頒發保育獎項，以讚揚其「保育、修復或重建歷史建築、物件、地點或地區的某個計劃」上的表現。

## 外部連結
- 官方網站 （页面存档备份，存于）（英文）
- 珍珠港太平洋航空博物館的Facebook專頁